# كارلوس نافا
كارلوس نافا (بالإسبانية: Carlos Iván Nava Ramírez)‏ هو لاعب كرة قدم مكسيكي، ولد في 14 يوليو 1994 في غوادالاخارا في المكسيك. لعب مع نادي أطلس.

## وصلات خارجية
- كارلوس نافا على موقع قاعدة بيانات كرة القدم.إي يو (الإنجليزية)